# Gimme Three Steps
«Gimme Three Steps» es una canción de la banda estadounidense Lynyrd Skynyrd lanzada en su álbum debut de 1973. Fue escrita por Allen Collins y Ronnie Van Zant. El álbum logró gran éxito, especialmente por la canción "Free Bird", aunque "Gimme Three Steps" nunca pudo ingresar en las listas de éxitos.

## Personal

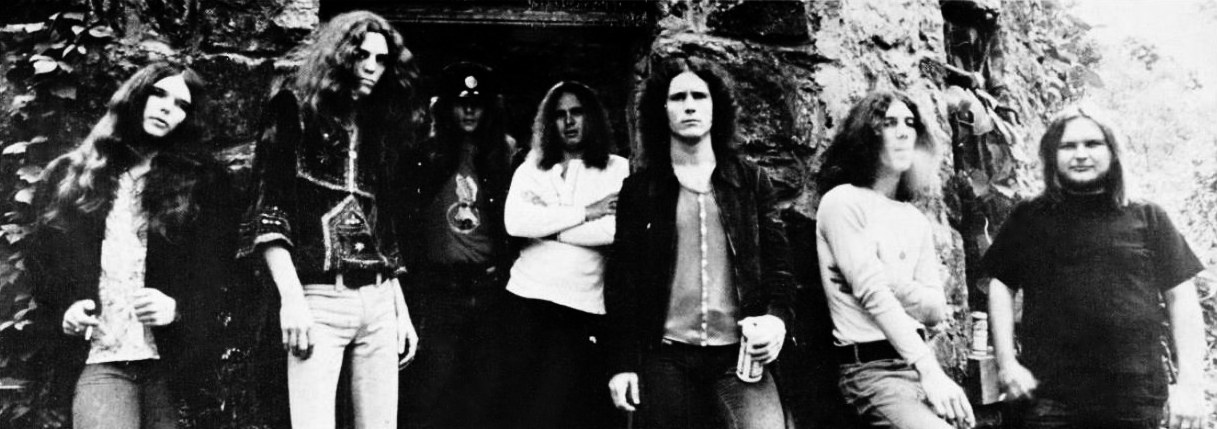
Gary Rossington, Allen Collins, Leon Wilkeson, Ronnie Van Zant, Billy Powell, Bob Burns y Ed King
(foto del anuncio del sencillo en el n.º del 8 de diciembre de 1975 de la revista de música Billboard)

- Ronnie Van Zant - voz
- Gary Rossington - guitarra
- Allen Collins - guitarra
- Ed King - bajo
- Billy Powell - teclados
- Bob Burns - batería
- Bobbye Hall – percusión